# WTA German Open 1993
ПТА German Open 1993 — жіночий тенісний турнір, що проходив на відкритих кортах з ґрунтовим покриттям Rot-Weiss Tennis Club у Берліні (Німеччина). Належав до турнірів 1-ї категорії в рамках Туру WTA 1993. Відбувсь удвадцятьчетверте і тривав з 10 до 16 травня 1993 року. Перша сіяна Штеффі Граф здобула титул в одиночному розряді, свій сьомий на цьому турнірі, й отримала 150 тис. доларів США, а також 470 рейтингових очок.

## Фінальна частина

### Одиночний розряд
Штеффі Граф —  Габріела Сабатіні 7–6(7–3), 2–6, 6–4
- Для Граф це був 3-й титул в одиночному розряді за сезон і 72-й — за кар'єру.

### Парний розряд
Джиджі Фернандес /  Наташа Звєрєва —  Деббі Грем /  Бренда Шульц 7–6(7–5), 4–6, 7–5

## Розподіл призових грошей
| Дисципліна       | П        | Ф       | ПФ      | ЧФ      | 1/8    | 1/16   | 1/32   |
| Одиночний розряд | $150,000 | $60,000 | $30,000 | $15,000 | $7,725 | $4,125 | $2,250 |